# 死亡宣告
死亡宣告（しぼうせんこく）は失踪者について死亡の擬制や推定を行い身分上・財産上の法律関係を確定させる制度。ドイツでは死亡宣告、フランスでは不在宣告、日本では失踪宣告として法整備されている。なお、不在者の財産を管理する制度との関係やそれぞれの制度の名称は国ごとに異なり、例えば日本では失踪宣告と不在者財産管理に分けられているが、これは中国の死亡宣告と失踪宣告にあたる。

## 国内私法

### 日本
民法では失踪者の財産を管理するための不在者財産管理と失踪者の死亡を擬制する失踪宣告の制度がある。
失踪宣告の効果は死亡擬制で、普通失踪の場合は7年間、特別失踪の場合は危難終了から1年経過後に利害関係人が請求できる。
なお、民法の特則を定める法律に未帰還者に関する特別措置法がある（戦時死亡宣告）。

### ドイツ
ドイツ失踪法に死亡宣告に関する規定がある。

### フランス
フランス民法には不在の推定と不在宣告の規定がある。
不在の推定は利害関係人又は検察官の請求に基いて、後見裁判官が不在者の不在状態を確認し、利害関係人に財産管理のための措置をとることを認める制度である。
不在宣告は不在の推定の確認判決後10年経過した場合又は不在の推定の確認はないが本人の生死不明の状態が20年以上継続している場合、利害関係人又は検察官は大審裁判所に不在宣告の判決を請求することができる。

### 中国
中国には死亡宣告と失踪宣告の制度があり、失踪宣告はもっぱら不在者の財産管理のための制度である。
失踪宣告には財産管理を失踪者の関係者に委ねる効果があり（日本でいう不在者財産管理）、失踪の2年以上経過後に利害関係人が請求できる。
死亡宣告は普通失踪の場合は4年以上（不慮の事故は2年以上）、特別失踪の場合は戦争終結から4年以上経過後に利害関係人が請求できる。

## 国際私法
法の適用に関する通則法6条は、不在者が生存していたと認められる最後の時点において、不在者が日本に住所を有していたとき又は日本の国籍を有していたときは、日本法により失踪宣告をすることができるとする（1項）。また、不在者の財産が日本に在るときはその財産についてのみ、不在者に関する法律関係が日本法によるべきときその他法律関係の性質、当事者の住所又は国籍その他の事情に照らして日本に関係があるときはその法律関係についてのみ、日本法により、失踪宣告をすることができるとする（2項）。